# 용호초등학교 (창녕군)
용호초등학교는 대한민국 경상남도 창녕군 대합면 유산1길 16 (목단리)에 있었던 학교이다.

## 연혁
- 1949년 9월 2일 대합국민학교 목단분교장 설치
- 1955년 4월 1일 용호국민학교 인가
- 1985년 9월 1일 병설유치원 개원
- 1996년 3월 1일 용호초등학교로 개칭
- 1999년 3월 1일 대합초등학교로 병합